# Sarking
Le sarking est un procédé d'isolation thermique des toitures inclinées par l'extérieur, qui consiste à rehausser le toit afin d'insérer une couche d'isolant rigide. En français, on parle de voligeage.

## Avantages
Cette méthode présente plusieurs avantages, : Elle préserve l'espace disponible sous le toit et permet la pose d'une épaisseur optimale d'isolant. Les travaux se font à l'extérieur, ce qui réduit les nuisances pour l'habitant. Elle comporte un avantage esthétique, car charpente et poutres apparentes sont conservées.

## Étapes de réalisations
1. Mise à nu de la charpente.
2. Pose des panneaux de fibre de bois.
3. Pose chevrons et contre-chevrons, et un film frein-vapeur si nécessaire.
4. Pose des liteaux pour emprisonner l'isolant.
5. Repose de la toiture.

L'isolation par l’extérieur est plus chère que l'isolation par l'intérieur, mais c'est surtout le cas pour les toitures plates.